# فرانك تشينغ
فرانك تشينغ (بالإنجليزية: Frank Ching)‏ هو مهندس معماري أمريكي، ولد في 1943.